# Пенн, Би Джей
Джей Ди «Би Джей» Пенн III (англ. Jay Dee "B.J." Penn III; род. 13 декабря 1978, Кейлуа, Гавайи, США) — американский боец смешанных единоборств (ММА), выступавший в Ultimate Fighting Championship. Пенн был первым небразильским победителем чемпионата мира по джиу-джитсу среди носителей чёрного пояса. Пенн считается одним из наиболее одаренных бойцов смешанных боевых искусств в мире; он известен своей невероятной гибкостью и готовностью драться против любого соперника независимо от весовой категории (например, в марте 2005 года он (будучи в весе 86,5 кг) выступил против Лиото Мачида (вес 102 кг)). Его удар считается одним из лучших в ММА.
Бывший чемпион UFC в легком и полусреднем весе, он является вторым в истории бойцом UFC, выигравшем титулы в двух разных весовых категориях (первым был внесённый в Зал Славы Рэнди Кутюр). Пенн работал в качестве тренера в реалити-шоу The Ultimate Fighter 5. По состоянию на 19 марта 2012 года Пенн занимает десятый номер в списке бойцов в полусреднем весе по версии портала Sherdog. В 2008 году его бой против Джо Стивенсона получил ежегодную награду портала Sherdog «Избиение года».

## Карьера в ММА

### UFCpay-per-views
| Дата                  | Главное событие      | Турнир             | Продажи   |
| --------------------- | -------------------- | ------------------ | --------- |
| 23 сентября 2006 года | Hughes vs. Penn      | UFC 63             | 400,000   |
| 19 января 2008 года   | Penn vs. Stevenson   | UFC 80             | 225,000   |
| 24 мая 2008 года      | Penn vs. Sherk       | UFC 84             | 475,000   |
| 31 января 2009 года   | St-Pierre vs. Penn 2 | UFC 94             | 920,000   |
| 8 августа 2009 года   | Penn vs. Florian     | UFC 101            | 850,000   |
| 12 декабря 2009 года  | Penn vs. Sanchez     | UFC 107            | 620,000   |
| 28 августа 2010 года  | Edgar vs. Penn 2     | UFC 118            | 570,000   |
| 27 февраля 2011 года  | Penn vs. Fitch       | UFC 127            | 260,000   |
| 29 октября 2011 года  | Penn vs. Diaz        | UFC 137            | 280,000   |
| Общий объём продаж    | Общий объём продаж   | Общий объём продаж | 4,600,000 |

## Титулы и достижения

### Смешанные единоборства
- Ultimate Fighting Championship
  - Чемпион UFC в лёгком весе (бывший)
  - Чемпион UFC в полусреднем весе (бывший)
  - Обладатель премии «Лучший бой вечера» (два раза) против Мэтта Хьюза II и Ника Диаса
  - Обладатель премии «Лучший нокаут вечера» (один раз) против Мэтта Хьюза III
  - Обладатель премии «Болевой приём вечера» (два раза) против Джо Стивенсона и Кенни Флориана

## Статистика в смешанных единоборствах
| Боёв 32  | Побед 16 | Поражений 14 |
| -------- | -------- | ------------ |
| Нокаутом | 7        | 4            |
| Сдачей   | 6        | 1            |
| Решением | 3        | 9            |
| Ничьи    | 2        | 2            |

| Результат | Рекорд  | Соперник        | Способ                                             | Турнир                              | Дата             | Раунд | Время | Место                             | Примечание |
| --------- | ------- | --------------- | -------------------------------------------------- | ----------------------------------- | ---------------- | ----- | ----- | --------------------------------- | --- |
| Поражение | 16-14-2 | Клей Гвида      | Единогласное решение                               | UFC 237                             | 11 мая 2019      | 3     | 5:00  | Рио-де-Жанейро, Бразилия          | |
| Поражение | 16-13-2 | Райан Холл      | Болевой приём (залом ноги)                         | UFC 232                             | 29 декабря 2018  | 1     | 2:46  | Инглвуд, США                      | Вернулся в лёгкий вес |
| Поражение | 16-12-2 | Деннис Зифер    | Решение большинства                                | UFC Fight Night: Chiesa vs. Lee     | 25 июня 2017     | 3     | 5:00  | Оклахома-Сити, США                | |
| Поражение | 16-11-2 | Яир Родригес    | Технический нокаут (фронт-кик и удары)             | UFC Fight Night: Rodríguez vs. Penn | 15 января 2017   | 2     | 0:24  | Финикс, США                       | |
| Поражение | 16-10-2 | Фрэнки Эдгар    | Технический нокаут (удары)                         | The Ultimate Fighter 19 Finale      | 6 июля 2014      | 3     | 4:16  | Лас-Вегас, США                    | Дебют в полулёгком весе. Бой наставников 19 сезона TUF                                                                                                   |
| Поражение | 16-9-2  | Рори Макдональд | Единогласное решение                               | UFC on Fox: Henderson vs. Diaz      | 8 декабря 2012   | 3     | 5:00  | Сиэтл, США                        | |
| Поражение | 16-8-2  | Ник Диас        | Единогласное решение                               | UFC 137                             | 29 октября 2011  | 3     | 5:00  | Лас-Вегас, США                    | Бой за статус претендента на титул чемпиона UFC в полусреднем весе. «Лучший бой вечера» (2)                                                              |
| Ничья     | 16-7-2  | Джон Фитч       | Решение большинства                                | UFC 127                             | 27 февраля 2011  | 3     | 5:00  | Сидней, Австралия                 | |
| Победа    | 16-7-1  | Мэтт Хьюз       | Нокаут (удары)                                     | UFC 123                             | 20 ноября 2010   | 1     | 0:21  | Оберн-Хилс, США                   | Вернулся в полусредний вес. «Лучший нокаут вечера» (1)/                                                                                                  |
| Поражение | 15-7-1  | Фрэнки Эдгар    | Единогласное решение                               | UFC 118                             | 28 августа 2010  | 5     | 5:00  | Бостон, США                       | Бой за титул чемпиона UFC в лёгком весе |
| Поражение | 15-6-1  | Фрэнки Эдгар    | Единогласное решение                               | UFC 112                             | 10 апреля 2010   | 5     | 5:00  | Абу-Даби, ОАЭ                     | Утратил титул чемпиона UFC в лёгком весе |
| Победа    | 15-5-1  | Диего Санчес    | Технический нокаут (остановка доктором)            | UFC 107                             | 12 декабря 2009  | 5     | 2:37  | Мемфис, США                       | Защитил (3) титул чемпиона UFC в лёгком весе |
| Победа    | 14-5-1  | Кенни Флориан   | Удушающий приём (сзади)                            | UFC 101                             | 8 августа 2009   | 4     | 3:54  | Филадельфия, США                  | Защитил (2) титул чемпиона UFC в лёгком весе. «Лучший приём вечера» (2)                                                                                  |
| Поражение | 13-5-1  | Жорж Сен-Пьер   | Технический нокаут (остановка по решению тренеров) | UFC 94                              | 31 января 2009   | 4     | 5:00  | Лас-Вегас, США                    | Бой за титул чемпиона UFC в полусреднем весе |
| Победа    | 13-4-1  | Шон Шерк        | Технический нокаут (летучее колено и удары)        | UFC 84                              | 24 мая 2008      | 3     | 5:00  | Филадельфия, США                  | Защитил (1) титул чемпиона UFC в лёгком весе |
| Победа    | 12-4-1  | Джо Стивенсон   | Удушающий приём (сзади)                            | UFC 80                              | 19 января 2008   | 2     | 4:02  | Ньюкасл-апон-Тайн, Великобритания | Завоевал вакантный титул чемпиона UFC в лёгком весе. «Лучший приём вечера» (1)                                                                           |
| Победа    | 11-4-1  | Дженс Пулвер    | Удушающий приём (сзади)                            | The Ultimate Fighter 5 Finale       | 23 июня 2007     | 2     | 3:12  | Лас-Вегас, США                    | Вернулся в лёгкий вес. Бой наставников 5 сезона TUF |
| Поражение | 10-4-1  | Мэтт Хьюз       | Технический нокаут (удары)                         | UFC 63                              | 23 сентября 2006 | 3     | 3:53  | Анахайм, США                      | Бой за титул чемпиона UFC в полусреднем весе. «Лучший бой вечера» (1)                                                                                    |
| Поражение | 10-3-1  | Жорж Сен-Пьер   | Раздельное решение                                 | UFC 58                              | 4 марта 2006     | 3     | 5:00  | Лас-Вегас, США                    | Вернулся в полусредний вес. Бой за статус претендента на титул чемпиона UFC в полусреднем весе                                                           |
| Победа    | 10-2-1  | Хензо Грейси    | Единогласное решение                               | K-1: World Grand Prix Hawaii        | 29 июля 2005     | 3     | 5:00  | Гонолулу, США                     | |
| Поражение | 9-2-1   | Лиото Мачида    | Единогласное решение                               | K-1: Hero’s 1                       | 26 марта 2005    | 3     | 5:00  | Сайтама, Япония                   | Бой в открытом весе (Пенн — 86,5 кг, Мачида — 102 кг) |
| Победа    | 9-1-1   | Родриго Грейси  | Единогласное решение                               | K-1 Rumble on the Rock 6            | 20 ноября 2004   | 3     | 5:00  | Гонолулу, США                     | Дебют в среднем весе |
| Победа    | 8-1-1   | Дуэйн Людвиг    | Удушающий приём (треугольник)                      | K-1 MMA: Romanex                    | 22 мая 2004      | 1     | 1:45  | Сайтама, Япония                   | |
| Победа    | 7-1-1   | Мэтт Хьюз       | Удушающий приём (сзади)                            | UFC 46                              | 31 января 2004   | 1     | 4:39  | Лас-Вегас, США                    | Дебют в полусреднем весе. Завоевал титул чемпиона UFC в полусреднем весе. Лишен титула после ухода из UFC в связи с разногласиями в подписании контракта |
| Победа    | 6-1-1   | Таканори Гоми   | Удушающий приём (сзади)                            | K-1 Rumble on the Rock 4            | 10 октября 2003  | 3     | 2:35  | Гонолулу, США                     | Завоевал титул чемпиона Rumble on the Rock в лёгком весе                                                                                                 |
| Ничья     | 5-1-1   | Каол Уно        | Раздельное решение                                 | UFC 41                              | 28 февраля 2003  | 5     | 5:00  | Атлантик-Сити, США                | Бой за титул чемпиона UFC в лёгком весе. Финал турнира в лёгком весе                                                                                     |
| Победа    | 5-1     | Мэтт Серра      | Единогласное решение                               | UFC 39                              | 27 сентября 2002 | 3     | 5:00  | Анкасвилл, США                    | Полуфинал турнира в лёгком весе |
| Победа    | 4-1     | Пол Крейтон     | Технический нокаут (удары)                         | UFC 37                              | 10 мая 2002      | 2     | 3:23  | Боссьер-Сити, США                 | |
| Поражение | 3-1     | Дженс Пулвер    | Решение большинства                                | UFC 35                              | 11 января 2002   | 5     | 5:00  | Анкасвилл, США                    | Бой за титул чемпиона UFC в лёгком весе |
| Победа    | 3-0     | Каол Уно        | Нокаут (удары)                                     | UFC 34                              | 2 ноября 2001    | 1     | 0:11  | Лас-Вегас, США                    | Бой за статус претендента на титул чемпиона UFC в лёгком весе                                                                                            |
| Победа    | 2-0     | Дин Томас       | Нокаут (колено и удары)                            | UFC 32                              | 29 июня 2001     | 1     | 2:42  | Ист-Ратерфорд, США                | |
| Победа    | 1-0     | Джой Гилберт    | Технический нокаут (удары)                         | UFC 31                              | 4 мая 2001       | 1     | 4:57  | Атлантик-Сити, США                | |